# Panache Petitgris

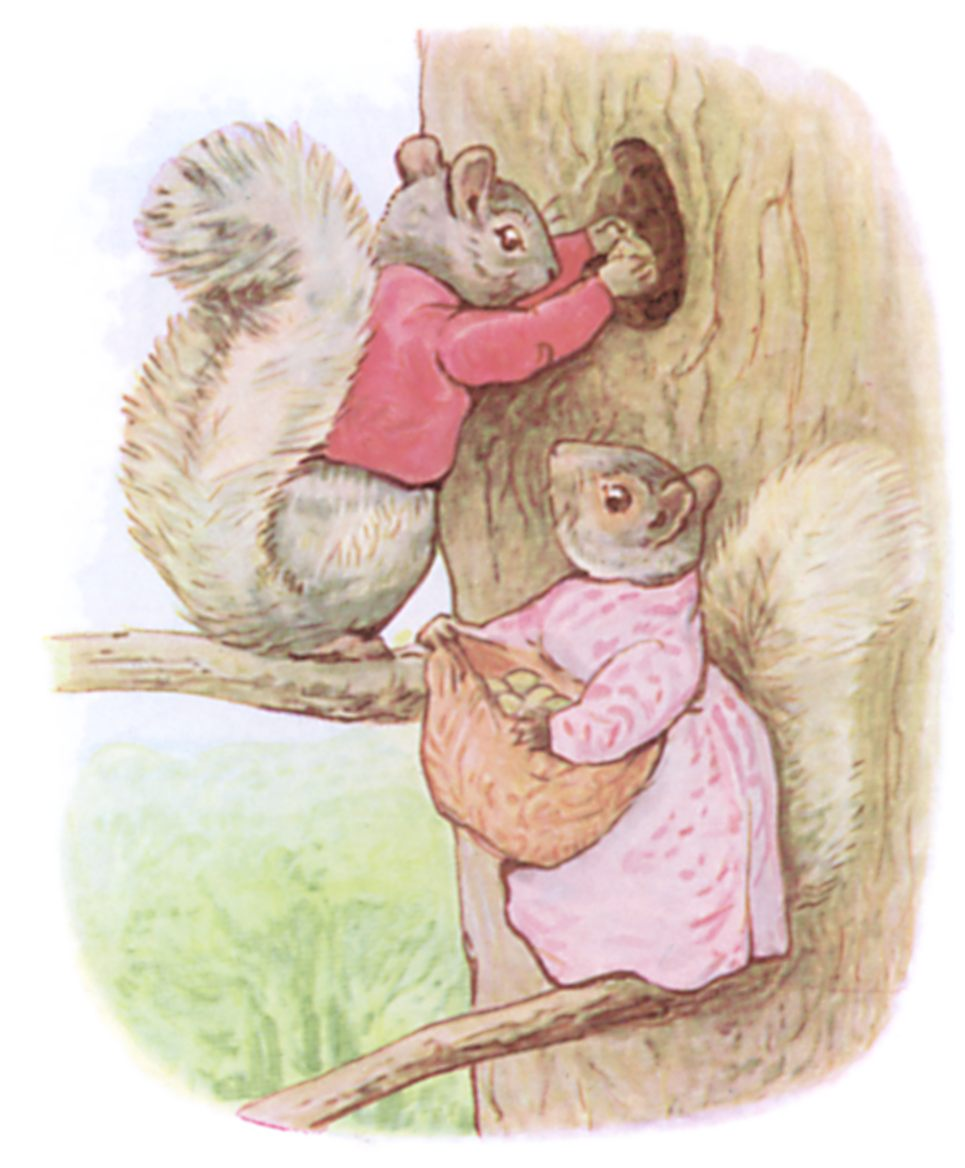
Panache Petitgris et son épouse Amanda.

Panache Petitgris (titre original en anglais : The Tale of Timmy Tiptoes) est un livre pour enfants écrit et illustré par Beatrix Potter paru en octobre 1911 chez Frederick Warne & Co.
Cette histoire se passe entièrement en forêt parmi les écureuils ; elle débute en automne quand ils commencent à faire des provisions pour l'hiver et oublient bien souvent l'adresse de leurs cachettes.

## Synopsis

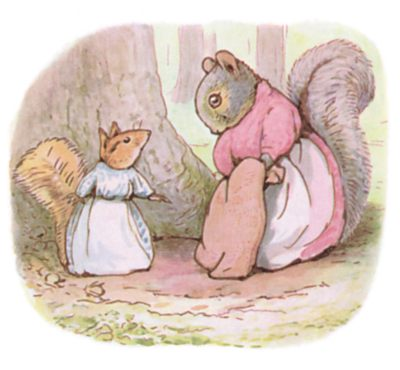
Amanda Petitgris et Dame Tamia.

Un couple d'écureuils cache ses réserves dans un tronc d'arbre, en les passant par le trou d'un pic vert.
Guidés par le chant d'un oiseau dont ils interprètent – mal – les "paroles", une bande d'écureuils voisins poursuit Panache Petitgris ; ils le saisissent et l'enfoncent dans ce trou pour le punir de ses pseudo-vols. 
Panache tombe au fond, sur le lit de ses noisettes et fait la connaissance du locataire, un tamia, qui le soigne et le nourrit. Pendant ce temps, Amanda Petitgris cherche son mari ; elle finit par le retrouver grâce à l'aide de l'épouse du tamia, abandonnée par son mari.
Panache Petitgris, qui a beaucoup grossi, n'arrive à sortir de sa prison que grâce à un orage qui décapite l'arbre ; par contre le tamia ne rejoint son épouse que lorsqu'un ours menace de le déloger de sa cachette.

## Analyse

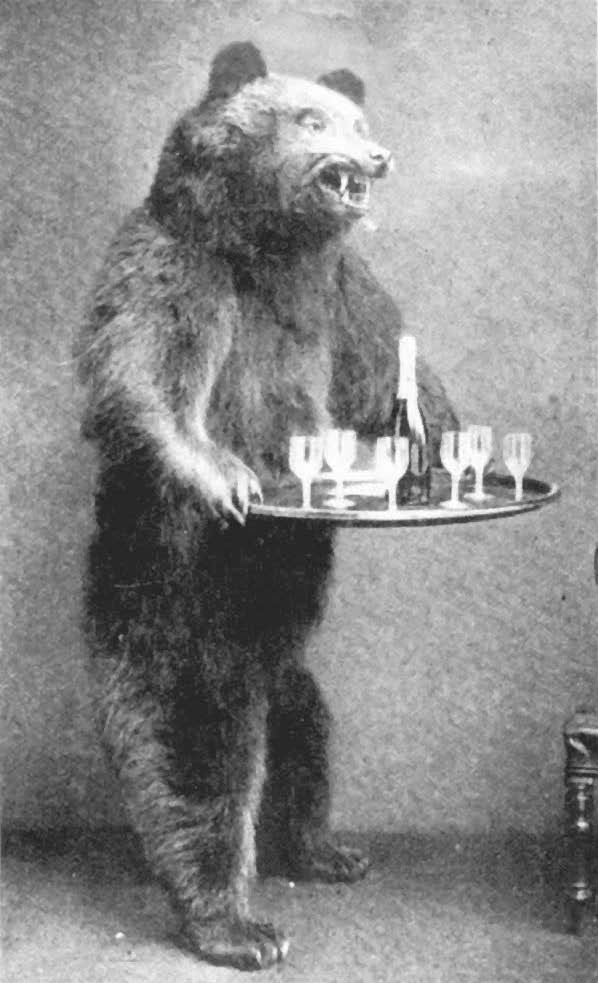
Ours naturalisé de chez Ward, The Strand Magazine, 1896.

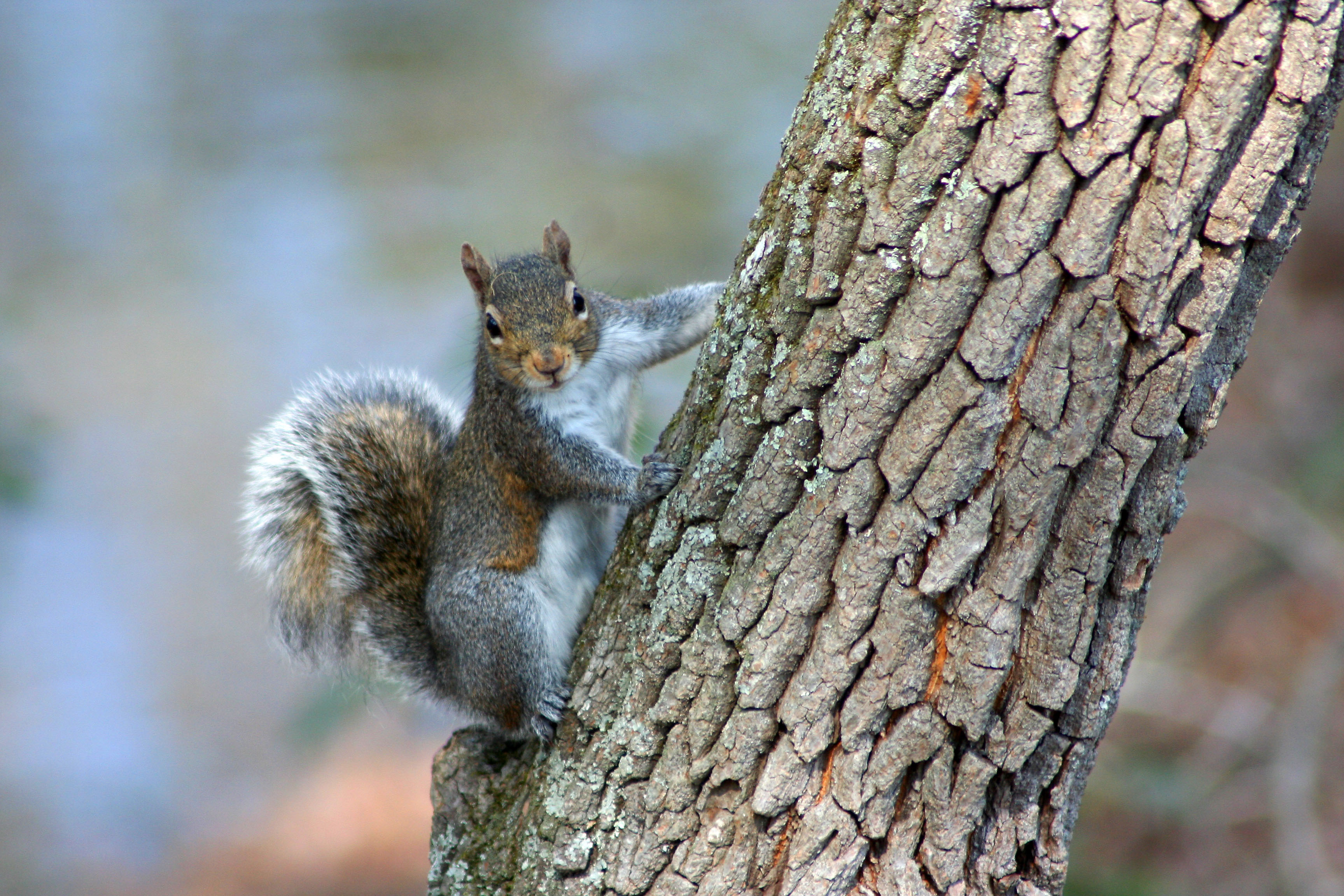
Un écureuil gris dans son environnement naturel.

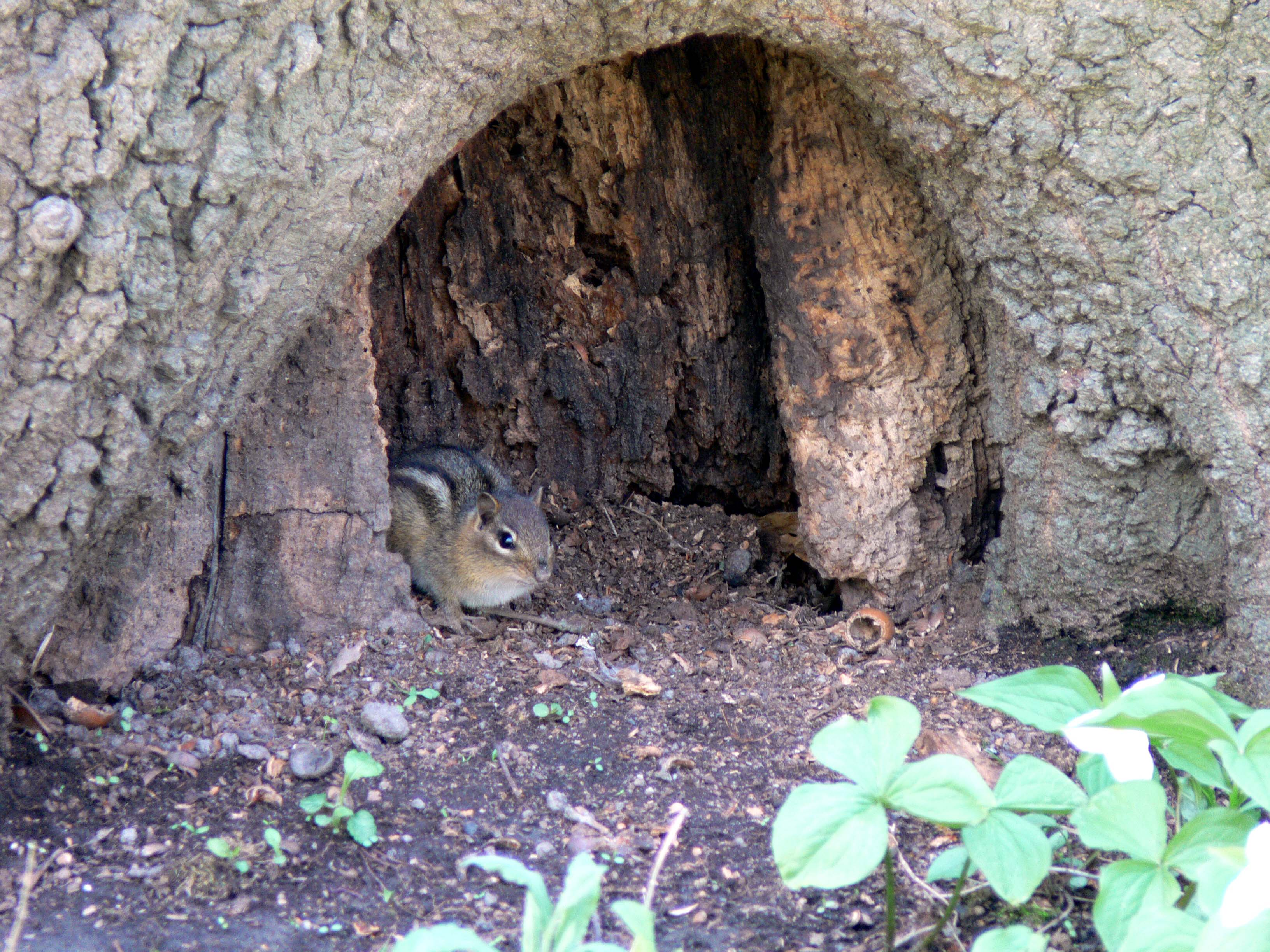
Un tamia devant son terrier.

Une grande partie du succès des albums de Beatrix Potter repose sur la qualité de ses observations naturalistes et le réalisme de ses croquis. Or, pour Panache Petitgris, n'ayant pas de modèle local, puisqu'elle a mis en scène des écureuils américains et des tamias, elle s'est basée sur des reproductions photos envoyées par le taxidermiste Rowland Ward ou sur ses observations au zoo de Londres, comme de nombreux artistes contemporains comme Ernest Griset ou Walter Crane.
Sa connaissance du comportement des écureuils roux, communs en Angleterre à l'époque, lui permet de mettre en scène les épisodes de la récolte automnale et des querelles intestines.
La qualité de ses aquarelles et le souci des détails vestimentaires de ses petits héros se retrouvent tout au long de l'histoire. L'humour de certaines représentations fait sourire, comme la bouillotte sur la tête du blessé après sa chute, ou le bain de pied final de l'enrhumé. Seuls sont costumés les personnages importants, les autres ne font pas l'objet d'un anthropomorphisme déplacé.
Le chant des oiseaux et leur interprétation par les écureuils sont une parodie de la façon dont les rumeurs humaines se répandent et peuvent provoquer une chasse à l'homme. D'ailleurs, la dernière scène en reprend le thème et sa conclusion inquiétante : "Plus personne ne lui répond".

## Rééditions et traductions
Rééditions en langue anglaise
Rééditions
Édition en langue française
Panache Petitgris  (trad. de l'anglais), Paris, Gallimard jeunesse, coll. « La bibliothèque Pierre Lapin », 1982, 64 p. (ISBN 2-07-056102-X) — réédité en 2002 dans la même collection  (ISBN 978-2-07-054993-1).